# Locotrol
 (janvier 2023).

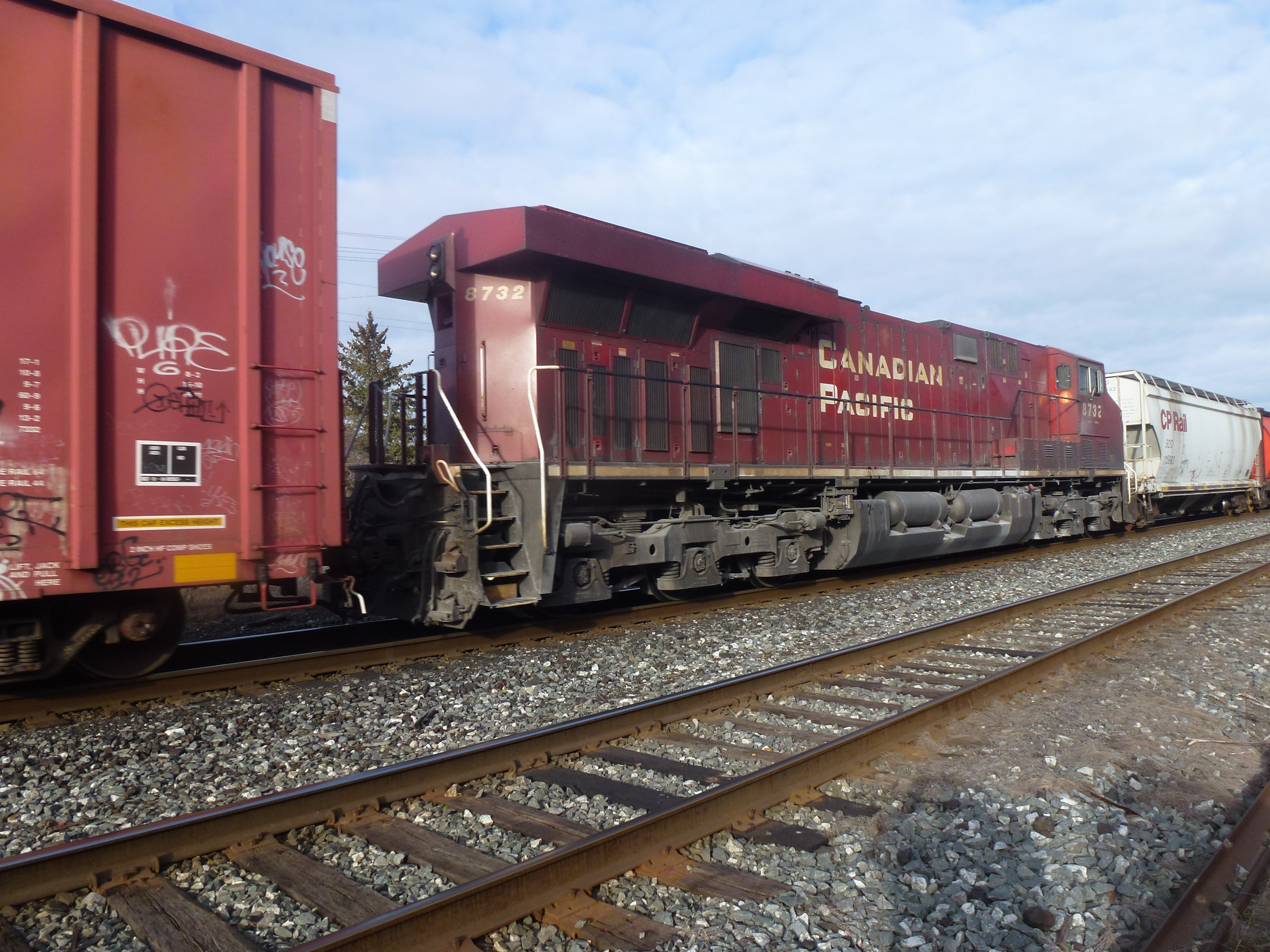
Une locomotive en milieu de train contrôlée à distance via Locotrol depuis la locomotive de tête, ce qui signifie qu'aucun personnel de conduite n'est nécessaire sur cette locomotive.

Locotrol est un produit de GE Transportation qui permet aux locomotives d'être réparties sur toute la longueur d'un train. Il est installé sur plus de 17 000 locomotives à travers le monde, envoyant des signaux depuis la locomotive de tête et par radio aux locomotives télécommandées,.

## Histoire
Locotrol a été développé dans les années 1960 par un fabricant de téléphones et d'électronique de l'Ohio, North Electric Company. La technologie a ensuite été achetée par le prédécesseur de GE-Harris Railway Electronics, Harris Controls Systems, une division de Harris Corporation. L'électronique était montée dans un wagon séparé, mais a depuis été miniaturisée dans des armoires relativement petites avec une grande partie des fonctionnalités assurées par le logiciel. Les premiers clients de Locotrol comprenaient le Southern Railway, le Norfolk and Western Railway, le Detroit Edison, le Canadien Pacifique et les sociétés australiennes Mount Newman Mining et Queensland Rail. Aujourd'hui, de nombreux chemins de fer utilisent Locotrol, avec des systèmes déployés dans le monde entier par milliers.
Depuis 1975, Queensland Rail et Mount Newman Railway en Australie ont utilisé le système sur les trains de charbon et de minerai de fer, permettant de doubler la taille des trains sans devoir augmenter la résistance des attelages, grâce à l'utilisation de locomotives en milieu de train,,. Westrail a débuté l'exploitation de Locotrol en 1996, également avec des équipements modernisés,. En juin 2001, BHP Iron Ore dans le Pilbara australien a établi le record du train le plus long avec 682 wagons de minerai et huit locomotives GE AC6000CW. BNSF et Union Pacific sont les principales entreprises ferroviaires nord-américaines utilisant Locotrol.

## Caractéristiques
Vendu initialement en tant que produit installé sur du matériel existant, le système est également disponible en option sur les nouvelles locomotives. La répartition de l'énergie en elle-même n'était pas un nouveau concept, mais elle nécessitait qu'une équipe de conduite supplémentaire soit située au milieu du train. Deux modes de fonctionnement peuvent être utilisés : synchrone où toutes les locomotives fonctionnent à l'unisson, ou mode indépendant où une partie du train en train de monter une pente peut être alimentée, tandis que l'autre partie peut freiner lors de la descente. La plupart des systèmes utilisent des locomotives de tête et de milieu de train, mais jusqu'à quatre ensembles peuvent être contrôlés à partir de l'unité de tête.